# Inga Clendinnen
Inga Vivienne Clendinnen (Geelong, Australia, 17 de agosto de 1934-8 de septiembre de 2016) fue una antropóloga, historiadora, escritora y académica australiana.

## Datos biográficos
Nacida en Geelong, Victoria (Australia), Clendinnen se graduó en la Universidad de Melbourne en 1955 con honores. Ha sido conferencista y profesora tanto en esa Universidad como en la de La Trobe, en la misma ciudad de Victoria. Su profesión de escritora e historiadora ha sido medular en su actividad.
En 1999, fue invitada a presentar las charlas Boyer, una importante serie radiofónica anual, a nivel nacional, organizada por la Comisión Australiana de Radiodifusión, con el tema de Historias verdaderas (True stories en inglés). La presentación de Clendinnen fue un éxito mediático y como resultado de ello, las pláticas fueron vertidas en un libro, True Stories (2000), también éxito editorial.
En 2006 le fue otorgada la Orden de Australia con la siguiente mención:

Por su servicio a la academia como escritora e historiadora que ha tratado temas de interés fundamental para la sociedad australiana y por contribuir a conformar el debate público en asuntos conflictivos contemporáneos.

Falleció el 9 de septiembre de 2016, a los 82 años de edad.

## Obra publicada
Algunos de los libros publicados (en inglés) por Clendinnen son:
- Ambivalent Conquests: Maya and Spaniard in Yucatán, 1517-1570 (1987)
- Aztecs: An Interpretation (1991)
- Reading the Holocaust (1998)
- Tiger's Eye - a Memoir (2000)
- True Stories (2000)
- Dancing with Strangers: Europeans and Australians at First Contact (2004)
- Agamemnon's kiss: selected essays (2006)
- The History Question: Who Owns the Past?  Quarterly Essay 23 (2006)
- The Cost of Courage in Aztec Society: Essays on Mesoamerican Society and Culture (2010)

## Reconocimientos
Algunas de las preseas que ha recibido por su obra:
- 1988 - El premio Herbert Eugene Bolton por su libro Ambivalent Conquests.
- 1999 - Su libro Reading the Holocaust fue considerado el mejor del año por el New York Times
- 2000 - Premio Gleebooks por su libro Reading the Holocaust
- 2002 - Recibió el Premio del Festival de Adelaide por su libro Tiger's Eye
- 2005 - Medalla bianual de la Sociedad Australiana de Autores (Australian Society of Authors).
- 2006 - Otorgamiento de la Orden de Australia por sus servicios como escritora e historiadora.[5]
- 2007 - Medalla Philip Hodgins.